# 比利·提普顿
比利·李·提普頓（英語：Billy Lee Tipton；1914年12月29日—1989年1月21日）是一名美國爵士樂演奏家、樂隊領袖。他原名為桃樂絲·露西兒·提普頓（Dorothy Lucille Tipton），在他死後，人們才發現他在出生時為女性。

## 早年生活
比利·提普頓在1914年12月29日生於奧克拉荷馬市，出生時為女性，並名為桃樂絲·露西兒·提普頓。他在堪薩斯城長大，四歲時父母離異，並由親戚照顧。高中時他的暱稱為提比（Tippy），並對音樂產生了興趣，會彈鋼琴和薩氏管。他無法進入男校西南高中（Southwest High School）就讀，於是到奧克拉荷馬市完成最後一年高中課程，並加入了學校樂隊。
約1933年，提普頓開始束胸並展現出典型男性性格。當提普頓在音樂職業生涯上越來越認真後，決定永遠成為一名男性音樂人，並採用比利·李·提普頓這名稱，私生活中亦以男性身份生活。

## 職業生涯
1936年，提普頓已是KFXR電台的樂團領队。在1950年代，他在長景市與迪克·奥尼尔和肯尼·理查兹組成三人樂團。
1956年在圣巴巴拉演出期間，他們被Tops Records星探發掘和簽約，並錄製了兩張爵士经典曲唱片，在1957年發行並賣出17,578張，這數字對独立唱片公司來說是一個不錯的表現。
1958年，他們被內華達州雷諾市內一家酒店獲邀成為駐唱樂團，此外Tops Records亦邀請他們錄製更多唱片。提普頓拒絕了兩者邀請，並搬到華盛頓州斯波坎成為一名人才中介，而樂隊則每星期固定演出。
1970年代未，他的關節炎惡化迫使他退下音樂事業。

## 個人生活
提普頓從未合法結婚，但他一生中有五人稱他為丈夫。1934年，他開始與农·厄尔·哈勒尔同居，兩人關係在1942年結束。提普頓對自己真實性別保密，即使是他的伴侶也不知道，並且從不發生性關係，共告訴她們他因為一場嚴重的車禍使生殖器受損。
他的第二段關係是一名女歌手叫琼（June），兩人關係維持了數年。之後他與贝蒂·考克斯（Betty Cox）同居了7年，考克斯稱這段關係是她人生中最棒的愛情，兩人在1954年結束關係。提普頓與另一女子玛丽安（Maryann）展開新關係，兩人在1958年搬到斯波坎。1960年當她發現與提普頓與夜總會舞者姬蒂·凱利（Kitty Kelly）有關係後，兩人關係便結束。
提普頓與凱利在1961年同居，並領養了三名兒子，名為約翰，斯科特和威廉，但這些養子並沒有經法律程序認可的。兩人在1977年分居後，提普頓便與玛丽安重新展開戀情。據稱她發現提普頓出生證明並向他質開，但他並沒有回答，只給出一個很糟糕的表情。

## 死後及討論
由於提普頓重度抽煙和拒絕就醫，使他患上慢性阻塞性肺病，最終他因胃及十二指肠潰瘍未得治療而離世。1989年1月12日，他的兒子撥打急救電話，當醫護人員嘗試拯救他時，這時醫護人員及他兒子才發現他的身份為女性。這消息使所有人都吃驚，包括他的妻子，兒子及音樂拍擋。後來由於傳媒提供一筆可觀金錢後，他妻子凯利和他的一名兒子把這事件公諸於世。首篇報導是在他葬禮後翌日發表，之後他的事蹟被多家傳媒報導，而他的家人亦參與脫口秀。
提普頓留下兩份遺囑，一份手寫沒經公證，另一份則經過公證。手寫那份稱所有遺產留給小威廉，而另一份經公證則說所有遺產留給他的首份領養兒子約翰·克拉克（John Clark）。法院判定第一份遺囑有效，威廉分到所有財產，而約翰和斯科特各只領到一美元。根據2009年的紀錄片，三名兒子受訪時說最後判決為三人平分的母親姬蒂的住宅，除去律師費用後，每人分到大約3.5萬美元。兩名養子在得悉比利是女性身份後，便更改了姓氏，認為他欺瞞他們。

## 外部連結
- 比利·提普顿的照片时间线
- 比利·提普顿音乐作品
- 戴安娜·米德爾布魯克有关比利·提普顿传记的摘录